# فرث (آیداهو)
فرث(به انگلیسی: Firth) شهری در شهرستان بینگهام ایالت آیداهو است که جمعیت آن در سرشماری سال ۲۰۱۰ میلادی ۴۷۷ نفر بوده است.

## موقعیت جغرافیایی
موقعیت جغرافیایی شهرها و مناطق اطراف به شرح زیر است: